# Huile de schiste
Ne doit pas être confondu avec pétrole de schiste.
L'huile de schiste est une forme de pétrole non conventionnel (ou d'« huile non conventionnelle ») créée par pyrolyse, hydrogénation ou dissolution thermique (en) du schiste bitumineux.

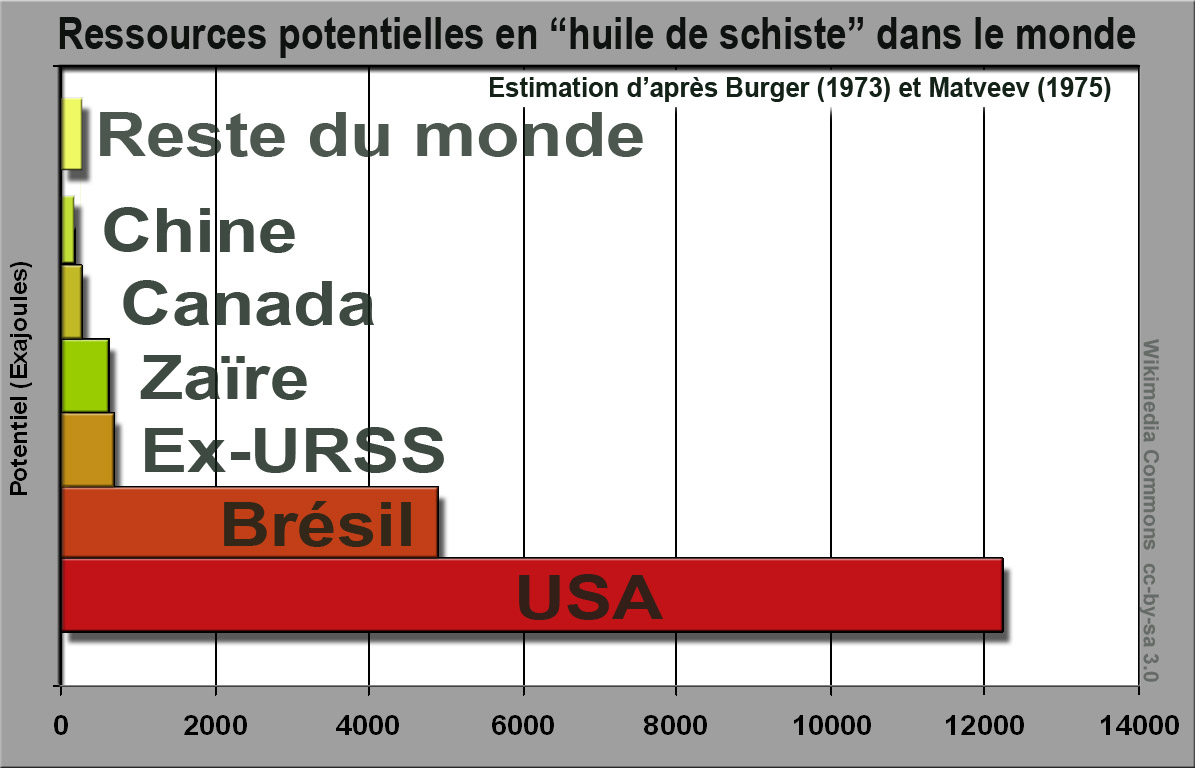
Gisements potentiels d'huile de schiste dans le monde.

## Éléments de définition, vocabulaire
Le mot huile est plutôt utilisé au Canada (traduction littérale du mot Oil par les anglophones), alors que l'on parle plutôt de pétrole en France.
Selon Dostrovsky, pour les anglophones Oil shale est une expression assez générale décrivant tous les types de roche sédimentaire contenant plus de 3,5 % de matière organique et dont on peut espérer tirer une huile de schiste (méthode la plus couteuse de récupération et valorisation d'un carbone fossile)

## Production
Plusieurs procédés convertissent (dans un « réacteur ») la matière organique située à l'intérieur de la roche (kérogène) en essence synthétique. L'un consiste à chauffer un broyat de schiste à haute température, l'autre fait de même mais dans un flux de vapeur, et un autre encore dans un bain d'hydrogène (procédé plus dangereux). La pyrolyse génère des gaz qui sont condensés, mais aussi de nombreux polluants organiques, métalliques ou organométalliques, et dans ce cas une grande quantité de "cendres" puisqu'une grande partie du matériau est une roche incombustible.
« L'huile » issue de la condensation des gaz peut être directement utilisée comme carburant, mais en produisant alors des fumées polluantes (acides, NOx...) et en dégradant les moteurs (fumées acides). 

Elle peut aussi être raffinée, en y ajoutant de l'hydrogène et en en retirant certaines impuretés dont le soufre et l'azote.

## Bilan énergétique
Il est très mauvais à cause de deux faits énergétiquement pénalisants : 
1. De l'énergie (moteurs diesels en général) doit d'abord être dépensée pour acquérir et broyer le schiste (en carrière de surface ou via une mine souterraine[3] ;
2. Il faut ensuite à nouveau utiliser un carburant pour chauffer la roche broyée à plus de 500 °C afin de convertir la matière organique (température dépassant de beaucoup celles nécessaires à générer du pétrole en situation géologique, car il s'agit de reproduire en une heure environ une transformation qui nécessite plusieurs millions d’années dans les sous-sols des bassins sédimentaires[3]).

## Expérimentations
Les États-Unis et le Brésil possèdent les plus grandes réserves mondiales de schiste riches en carbone et donc de ce carburant potentiel. 
La méthode a été expérimentée dès les années 1970 aux États-Unis dans le Colorado (sur les Green River shales, dans la vaste formation de la Green River apparue par dépôt annuel ininterrompu durant environ 6 millions d'années de sédiments riches en matière organique (à l'Éocène). Elle a aussi été testée au Brésil, dans une formation ancienne (datée du Permien) à Irati et à S. Mateus do Sul dans l'État du Parana). Dans les deux cas, on a réussi à synthétiser une « huile de schiste » contenant des oléfines (absentes de presque tous les pétroles naturels) mais riche en composés azotés (plus que le pétrole brut). Malgré des procédés innovants (récupération utilisant la combustion du carbone résiduel issu de la pyrolyse), le bilan énergétique était médiocre. De plus chaque augmentation du prix de l'énergie augmente le coût technique de production de l’huile de schiste et un grand volume de cendres résulte de pyrolyse, qu'il faut encore coûteusement gérer (sauf à la stocker en de mauvaises conditions environnementales) ;
Enfin, in fine, ces deux opérations extraction/pyrolyse ainsi que la combustion du carburant final sont sources d'émissions importantes de gaz à effet de serre.
On a donc cherché à réduire les coûts en imaginant et testant des procédés utilisables in situ, mais ils nécessitent une fracturation hydraulique de la roche, de nombreux petits forages, l'injection d'air ou d'oxygène pur, et la gestion à distance du front de combustion. Une grande partie de l'énergie est dissipée et perdue dans le sous-sol, et du radon, des vapeurs de mercure, des acides (acide sulfurique) sont produits, non sans risques pour l'environnement et la qualité du gaz et carburants produits, et avec un rendement extrêmement mauvais (Lors des essais, les opérateurs n'ont pas pu récupérer plus de 2 % de la quantité théorique d’huile produite, avec des effets sur le sous-sol qui sont inconnus).

## Histoire
Les schistes bitumineux sont très abondants sur la planète, souvent plus accessibles que le charbon et le pétrole et parfois assez riches en hydrocarbures pour s'enflammer spontanément au contact d'une flamme. Il a compté parmi les premières sources d'hydrocarbures fossiles et huile minérale médicinale par les humains.
L'une de ses premières utilisations documentées est trouvée en Europe (Suisse et en Autriche) au début du XIVe siècle.

## Usages

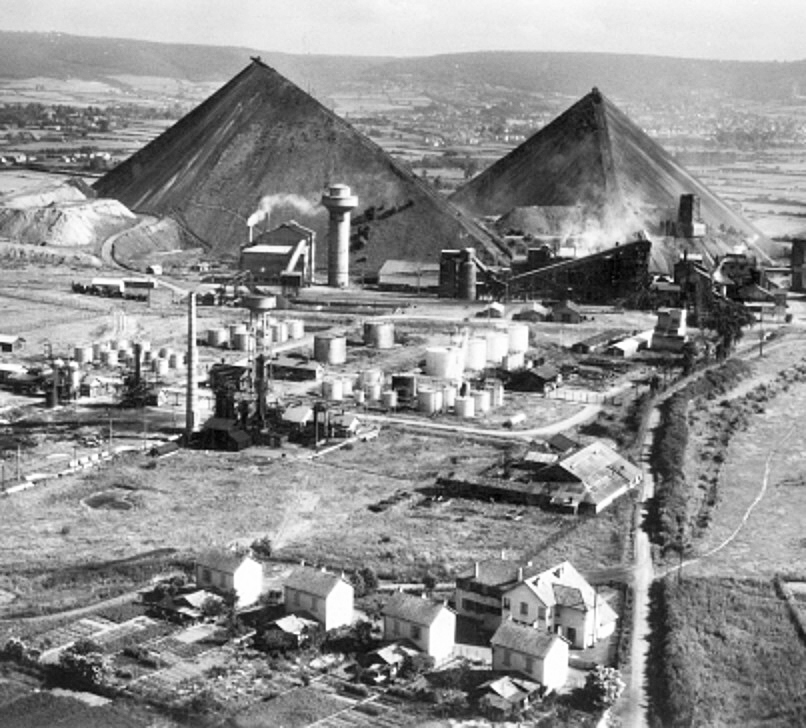
La mine des Télots.

Au début du XVIIe siècle, une huile de schiste est utilisée dans des lampes à huile pour l'éclairage des rues de Modène, en Italie.
On l'utilise aussi pour produire des goudrons imperméabilisants. Ainsi en 1694, la Couronne britannique a accordé un brevet à trois inventeurs ayant « trouvé un moyen d'extraire et de faire de grandes quantités de goudron, tarr et Oyle d'une sorte de pierre »,,. En France, la mine des Télots exploite le gisement de schiste bitumineux d'Autun pour produire de l'huile de façon industrielle pour cet usage dès 1837.
On accorde à ce distillat minéral des vertus médicinales : En 1596, le médecin personnel du duc Frédéric Ier de Wurtemberg rapporte ses vertus médicinales. Plus tard vendu en tant que « Betton's British Oil » le produit distillé aurait été testé par diverses personnes contre les douleurs avec beaucoup d'avantages

## Période moderne
Une extraction véritablement industrielle du pétrole de schiste s'est développé en France dans les années 1830 puis en Écosse peu après (années 1840) l'huile produite était vendue comme combustible liquide, comme lubrifiant (pour les rouages de moulins et de machines) et comme huile à lampe alors que la révolution industrielle développe le travail de nuit et crée une demande supplémentaire pour l'éclairage. Cette huile minérale a aussi servi de substitut à l'huile de baleine qui devenait de plus en plus rare et chère,,.
À la fin du XIXe siècle, des usines d'extraction de pétrole de schiste ont été construites sur tous les continents, dont en Australie, au Brésil et aux États-Unis. Au début du XXe siècle s'en construisent aussi en Chine (Mandchourie), en Estonie, Nouvelle-Zélande, Afrique du Sud, Espagne, Suède, Suisse. Puis la découverte de grandes quantités de pétrole au Moyen-Orient et dans d'autres parties du monde rendent caduques la plupart des filières de production de pétrole de schiste, même si l'Estonie et la Chine du Nord ont maintenu leurs industries d'extraction jusqu'au début du XXIe siècle,,.
Face au manque de pétrole à l'augmentation de son prix, des opérations des explorations nouvelles, et/ou des extractions ont repris ou débuté aux États-Unis, en Chine, en Australie et en Jordanie .